# آراباتوک
آراباتوک  فرودگاهی نظامی واقع در Daurija در روسیه است که توسط نیروی هوایی روسیه اداره می‌شود.